# Light Crusader
Light Crusader är ett actionrollspel utvecklat av Treasure och utgivet av Sega.

## Handling
Sir David är riddare och arbetar för Frederick. Han skickas till staden Green Row för att hjälpa kungens bror, kung Weeden, bara för att upptäcka att flera invånare i staden försvunnit. David måste nu stoppa de onda krafter som hotar hela landet.

### Fotnoter
1. ↑  ”Light Crusader” (på engelska). Mobygames. 11 mars 1995. http://www.mobygames.com/game/light-crusader. Läst 24 maj 2014.